# Psychotria sarmentosoides
Psychotria sarmentosoides är en måreväxtart som beskrevs av Theodoric Valeton. Psychotria sarmentosoides ingår i släktet Psychotria och familjen måreväxter. Inga underarter finns listade i Catalogue of Life.